# Raigaun
Raigaun – gaun wikas samiti w środkowej części Nepalu w strefie Narajani w dystrykcie Makwanpur. Według nepalskiego spisu powszechnego z 2001 roku liczył on 1799 gospodarstw domowych i 10785 mieszkańców (5356 kobiet i 5429 mężczyzn).